# 월천

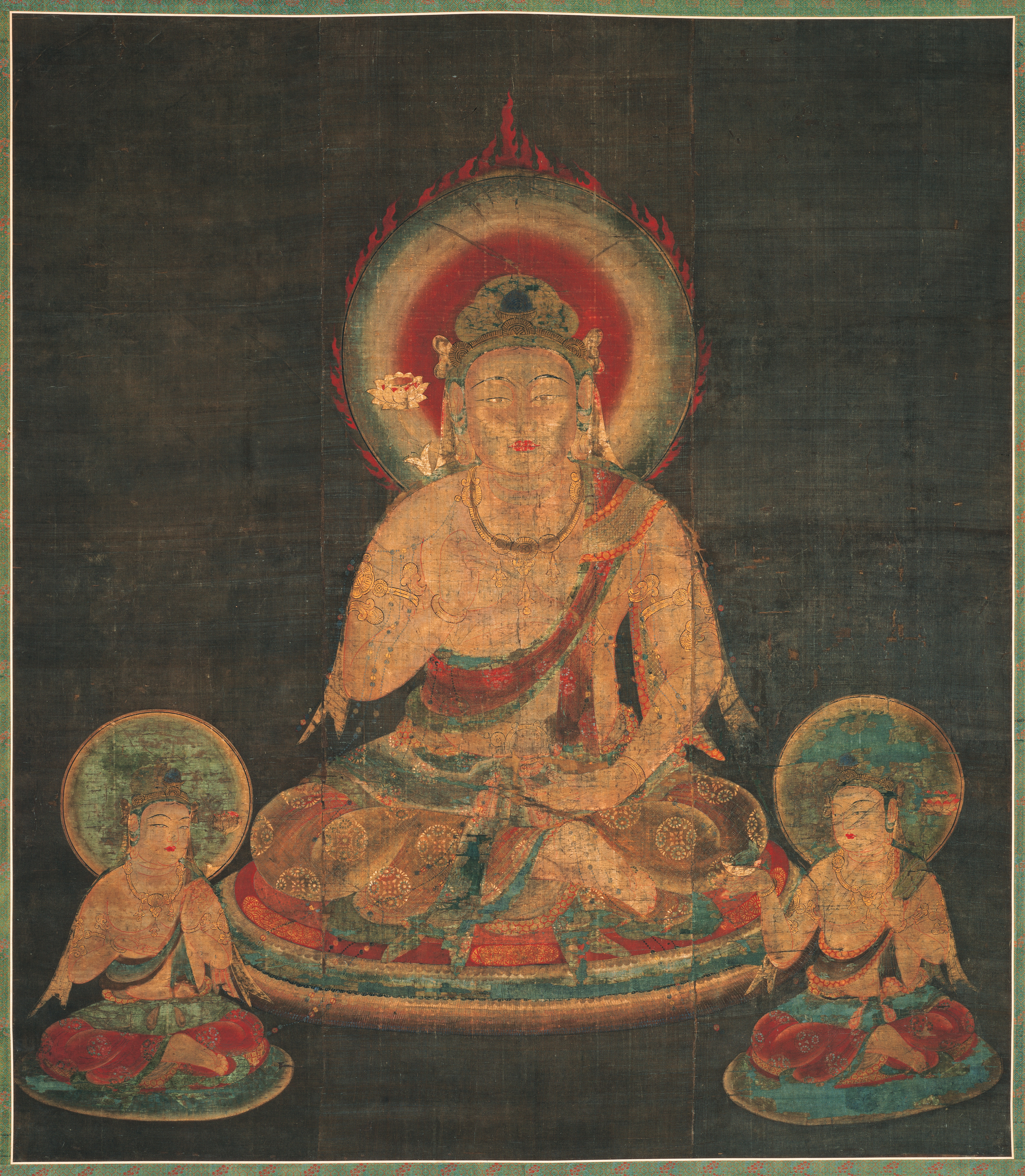
일본 월천 그림

월천(月天, 산스크리트어: चन्द्र 찬드라)은 불교의 수호신인 천부 중 하나이다. 고대 인도의 신 찬드라가 불교에 편입된 것으로서 십이천에 포함된다.